# Forza Motorsport 6
Forza Motorsport 6 è un videogioco simulatore di guida sviluppato da Turn 10 Studios e pubblicato da Microsoft Studios in esclusiva per Xbox One.
Il gioco rappresenta il sesto capitolo della serie Forza Motorsport escludendo gli spin-off Forza Horizon, Forza Horizon 2 e Forza Horizon 3.
Il gioco è stato presentato all'E3 2015 di Los Angeles durante la quale Microsoft in collaborazione con Ford ha "presentato" la nuova Ford GT 2017 che è presente in esclusiva su Forza Motorsport 6 grazie alla partnership con il marchio.
Il gioco è stato pubblicato per celebrare i 10 anni del marchio che sono stati compiuti il 3 maggio 2015.
Il 25 febbraio Microsoft ha tenuto un evento su Windows 10 e Xbox One e ha presentato Forza Motorsport 6: Apex. Inoltre il 1º marzo è stata resa disponibile all'acquisto l'espansione che include 20 Porsche, nuovi eventi e un nuovo tracciato, il Virginia International Raceway.

## Contenuti
Il gioco presenta il doppio dei contenuti del precedente capitolo. Sono infatti presenti oltre 26 tracciati sparsi per il mondo per un totale di 85 circuiti circa tra cui il TopGear Test Track e il Nurbürgring Nordschelife. Le auto al lancio saranno oltre 450 incluse nel gioco senza alcun DLC aggiuntivo e tutte visionabili tramite ForzaVista. Il gioco gira come il predecessore a 1080p e 60fps stabili. Questo capitolo presenta per la prima volta nella serie le corse con la pioggia e di notte. La carriera è stata completamente ricostruita e adesso presenta vari campionati in base alle varie discipline e si chiamerà "Stories of Motorsport".

## Motore grafico
Per la prima volta questo gioco gira con il motore grafico ForzaTech sviluppato negli ultimi due anni da Turn 10 Studios e rende possibili le condizioni meteorologiche e una grafica più pulita. Inoltre il gioco gira ancora sulle DirectX 11 per permettere agli sviluppatori di migliorarsi sulle DirectX 12.

## Pre-ordine
Microsoft ha già annunciato il pre-order del titolo nel proprio store. È disponibile nelle versioni base, deluxe e ultimate.
La versione base comprende:
- Il gioco Forza Motorsport 6
- Il DLC "Ten Years Car Pack"
- 1 auto bonus "Mazda MX-5 2015"

La versione deluxe include:
- Il gioco Forza Motorsport 6
- Il DLC "Ten Years Car Pack"
- 1 auto bonus "Mazda MX-5 2015"
- Il Vip Pack

La versione ultimate include:
- Il gioco Forza Motorsport 6
- Il DLC "Ten Years Car Pack"
- Il DLC "Fast & Furious Car Pack"
- 1 auto bonus: Mazda MX-5 2015
- Il Vip Pack
- Il Car Pass
- Accesso gratuito al Pre-order car pack, Alpinestars Car Pack e Duracell Car Pack su Forza Horizon 2
- Accesso anticipato al 10/9/2015
- Auto esclusive in Forza Motorsport 6

Il gioco sarà anche prenotabile in versione fisica presso i rivenditori e ognuno regalerà un gift-code per scaricare 1 auto bonus esclusiva.

## Ten Years Car Pack
Il Ten Years Car Pack include 10 auto che sono state sulle copertine dei passati Forza Motorsport presentate in assetto e livree Forza Motorsport.

## Fast & Furious Car Pack
Il Fast & Furious Car Pack comprende varie vetture presenti nei film della saga cinematografica Fast & Furious.

## Car Pass
Il Car Pass include l'accesso immediato e gratuito ai primi sei pacchetti mensili comprendenti 7 automobili completamente personalizzabili che verranno rilasciati per Forza Motorsport 6.

## Vip Pack
Il Vip Pack comprende un numero più basso rispetto ai pack normali di vetture ma include l'accesso Vip al multiplayer, regali esclusivi e l'accesso Vip nella community Forza.

## Mazda MX-5 2015
Questa auto ha visto il suo debutto nel marzo 2015 su Forza Horizon 2 e sarà disponibile solo prenotando il gioco sullo store Microsoft.

## Ford GT 2017
L'auto esclusiva di Forza Motorsport 6 che compare anche in copertina sarà disponibile al lancio su Forza Motorsport 6.

## Premi fedeltà
Come sappiamo, Forza ha sviluppato nell'ottobre 2014 la social app di Forza Motorsport ovvero Forza Hub che premierà i giocatori per la fedeltà al brand Forza. Verranno infatti regalate auto esclusive in Forza Motorsport 6 in caso del possesso di Forza Motorsport 4, di Forza Motorsport 5, di Forza Horizon 2 e del Vip Pack in Forza Motorsport 5 e in Forza Horizon 2. Inoltre verranno regalate auto esclusive in base al Tier in Forza Hub (1 per livello).

## Porsche
A maggio 2015 Microsoft, Porsche ed EA hanno stipulato un accordo per far sì che le Porsche comparissero nella serie Forza Motorsport. Come abbiamo già visto in Forza Horizon 2 (Porsche Expansion Pack e Porsche Bonus Car Pack) anche in Forza Motorsport 6 saranno presenti le Porsche. Non saranno disponibili dal lancio bensì successivamente con un pack. Il 1 marzo Microsoft ha reso disponibile l'espansione Porsche al costo di 19,99$ USD. L'espansione comprende 20 Porsche (di cui 10 nuove), nuovi eventi carriera facenti parte di un volume chiamato Antologia Porsche, nuovi eventi rivali, nuovi obiettivi per un totale di 250G e un nuovo tracciato, il Virginia International Raceway.

## NASCAR
Il 17 maggio 2016 viene pubblicata un'espansione dedicata alla NASCAR al costo di 19,99 €. L'espansione include tre nuove vetture (Ford Fusion, Chevrolet SS, e Toyota Camry) e il circuito Homestead-Miami Speedway oltre ad una nuova campagna ed eventi che garantiscono almeno altre 10 ore di gioco. La campagna di gioco mette a confronto le stock-car della stagione NASCAR 2016 (con le livree di alcuni dei piloti più popolari) con auto di categorie differenti (come GT, V8 Supercars, Prototipi Endurance e IndyCar) su circuiti non direttamente legati alla tradizione NASCAR.